# باسل بوجي
فهد باسل نزيه بوجي (من مواليد 26 ديسمبر 1989) هو لاعب كرة سلة محترف لبناني\أمريكي، لعب في مركز هجوم متقدم في نادي بيروت سابقاً في دوري كرة السلة اللبناني. يبلغ طوله 2.03 متر (6 قدم 8 بوصة) ووزنه 102 كيلوغرام (225 رطل).

## بدايات الهواية والاحتراف
في سن الخامسة عشرة، بدأ بوجي مسيرته الدولية مع المنتخب اللبناني للناشئين. في عام 2006، سافر بوجي إلى الولايات المتحدة لمواصلة تعليمه الثانوي ونافس على مستوى المدرسة الثانوية. في عام 2006، التحق بمدرسة سايبرس كريستيان الواقعة في هيوستن، تكساس. في نفس العام فاز بوجي ببطولة ولاية تكساس. في العام التالي، التحق بوجي بمدرسة كلاين كولينز الثانوية، حيث سجل متوسط رميات ثنائية (11 نقطة و12 ريباوند)، ما ساعد على اختياره للمشاركة في فعاليات "كل نجوم تكساس"، حيث حصل على 14 نقطة و18 كرة مرتدة. في عام 2009، التحق بجامعة تولسا في أوكلاهوما (القسم الأول من NCAA)، والتي قرر تركها بعد عام واحد لمتابعة الاحتراف في الخارج. في عام 2010 وقع بوجي عقدًا لمدة عام مع نادي المتحد (طرابلس). ثم جدد عقده لمدة عامين آخرين.

## الحياة الشخصية
ولد باسل بوجي في سانتا مونيكا (كاليفورنيا) في لوس أنجلوس في 26 ديسمبر 1989، والده نزيه بوجي ووالدته سوسن السيد. أسس والده نزيه، لاعب كرة السلة السابق وقائد النادي الرياضي والمنتخب اللبناني، أكاديمية هارلم لكرة السلة (بيروت)، وهي الأولى في المنطقة.  التحق باسل بالأكاديمية عندما كان في العاشرة من عمره.

## الملف الشخصي للاعب
يلعب بوجي مهاجم متقدّم. نقطة الضعف الرئيسية التي ذكرها هي افتقاره للقدرة في مجال تسجيل ثلاث نقاط. بلغ متوسط تسجيل النقاط الثلاثية 26.7٪ خلال مواسمه الثلاثة الأولى.